# Кальво, Бартоломе
Бартоломе Кальво-Диас-де-Ламадрид (исп. Bartolomé Calvo Díaz de Lamadrid; 24 августа 1815 — 2 января 1889) — южноамериканский политический деятель.
Бартоломе Кальво родился в 1815 году в Картахена-де-Индиас, Соединённые Провинции Новой Гранады. Он рано стал сиротой. Изучал юриспруденцию в Университете провинции Магдалена, затем стал журналистом. Работал в газетах «La Civilización» и «La República», затем переехал в провинцию Панама, где стал издателем и редактором «El Correo del Istmo». Потом он стал главным редактором «La Estrella de Panamá» (испаноязычной версии триязычной газеты «The Daily Star & Herald»), однако разошёлся во взглядах с собственниками издания и был уволен.
После этого Бартоломе Кальво работал в структурах губернатора провинции, а в 1856 году сам успешно баллотировался в губернаторы. В 1858 году была принята новая Конституция, преобразовавшая Новую Гранаду в Гранадскую конфедерацию и вводившая пост генерального инспектора страны, и Кальво, назначенный генеральным инспектором, 5 мая выехал в Боготу.
Разразившаяся в стране гражданская война не дала возможности провести президентских выборов, и когда 31 марта 1861 года истёк президентский срок Мариано Оспины Родригес, с 1 апреля, в соответствии с Конституцией, президентом страны стал генеральный инспектор Бартоломе Кальво. Однако правительственные силы проигрывали войну, 18 июля 1861 года повстанческие войска под руководством Томаса Сиприано де Москеры взяли Боготу, и Кальво был арестован и перевезён в Картахену.
Из Картахены Кальво удалось бежать в Пуэрто-Рико, а в 1867 году он перебрался в Эквадор, где проживал его брат Хуан Антонио. Вместе с братом они стали издавать газету «Los Andes» — первую газету в Гуаякиле.
В 1876 году Кальво был выдвинут кандидатом в президенты Колумбии, но проиграл выборы.